# Олівія Чунґ
Олівія Чунґ Вей Сан (нар. 13 лютого 1979 р.) — екологічна активістка з Сінгапуру. У листопаді 2007 року вона заснувала Green Drinks Singapore, некомерційний рух, який активно підвищує обізнаність щодо актуальних екологічних проблем і об’єднує бізнес, наукові кола, уряд, ЗМІ, неурядові організації та окремих осіб для обміну знаннями та можливостей співпраці. У квітні 2010 року вона також заснувала консалтингову компанію зі зв'язків з громадськістю Green PR, зосереджуючись на екологічних малих і середніх підприємствах.
У 2013 році вона отримала нагороду EcoFriend за свій екологічний внесок у Сінгапур.
До Green Drinks Олівія працювала в тодішньому офісі Hill & Knowlton (тепер Hill+Knowlton Strategies - глобальна консалтингова компанія зі зв'язків з громадськістю) у Сінгапурі. Її портфоліо включало фінансові комунікації, споживчий PR та корпоративні комунікації. Останніми роками Олівія також виявила великий інтерес до міського сільського господарства та хобі, і заснувала The Tender Gardener, щоб задокументувати свій життєвий шлях, а тепер веде майстер-класи, пов’язані з садівництвом.[джерело?]
Крім того, Олівія публікує статті на Eco-Business.com, InTheLoop, LOHASIA, Public House і Green Kampong. Вона також входить до ради Avelife, молодіжної екологічної неурядової організації.